# Fisnik Asllani
Fisnik Asllani (Berlino, 8 agosto 2002) è un calciatore kosovaro con cittadinanza tedesca, attaccante dell'Hoffenheim e della nazionale kosovara.

## Biografia
Nato in Germania da genitori di etnia albanese kosovara.

## Carriera

### Club
Cresciuto nei settori giovanili di BFC Dynamo e Union Berlino, nel 2020 viene acquistato dall'Hoffenheim, che lo aggrega alla propria squadra riserve. Il 20 novembre 2021 ha esordito in prima squadra, in occasione dell'incontro di Bundesliga vinto per 2-0 contro l'RB Lipsia, subentrando a Ihlas Bebou al minuto 89'. Dal 4 gennaio 2022 diviene membro in pianta stabile della prima squadra.
Il 31 agosto 2023 viene ceduto in prestito all'Austria Vienna.
Il 23 agosto 2024 viene ceduto in prestito all'Elversberg.

### Nazionale
Nel 2019 ha giocato tre incontri con la nazionale kosovara Under-17. In seguito ha deciso di rappresentare le nazionali giovanili tedesche, disputando incontri con le nazionali Under-18 ed Under-20.
Successivamente decide di rappresentare il Kosovo, con cui ha esordito il 6 settembre 2024 nella gara persa in casa a tavolino contro la Romania (0-3), valevole per la Nations League.

## Statistiche

### Presenze e reti nei club
Statistiche aggiornate al 30 giugno 2025.
| Stagione             | Squadra              | Campionato           | Campionato | Campionato | Coppe nazionali | Coppe nazionali | Coppe nazionali | Coppe continentali | Coppe continentali | Coppe continentali | Altre coppe | Altre coppe | Altre coppe | Totale | Totale |
| Stagione             | Squadra              | Comp                 | Pres       | Reti       | Comp            | Pres            | Reti            | Comp               | Pres               | Reti               | Comp        | Pres        | Reti        | Pres   | Reti   |
| -------------------- | -------------------- | -------------------- | ---------- | ---------- | --------------- | --------------- | --------------- | ------------------ | ------------------ | ------------------ | ----------- | ----------- | ----------- | ------ | ------ |
| 2020-2021            | Hoffenheim II        | 4L                   | 24         | 2          | -               | -               | -               | -                  | -                  | -                  | -           | -           | -           | 24     | 2      |
| 2021-2022            | Hoffenheim II        | 4L                   | 6          | 1          | -               | -               | -               | -                  | -                  | -                  | -           | -           | -           | 6      | 1      |
| 2022-2023            | Hoffenheim II        | 4L                   | 22         | 14         | -               | -               | -               | -                  | -                  | -                  | -           | -           | -           | 22     | 14     |
| ago. 2023            | Hoffenheim II        | 4L                   | 1          | 0          | -               | -               | -               | -                  | -                  | -                  | -           | -           | -           | 1      | 0      |
| Totale Hoffenheim II | Totale Hoffenheim II | Totale Hoffenheim II | 53         | 17         |                 | -               | -               |                    | -                  | -                  |             | -           | -           | 53     | 17     |
| 2021-2022            | Hoffenheim           | BL                   | 2          | 0          | CG              | 0               | 0               | -                  | -                  | -                  | -           | -           | -           | 2      | 0      |
| 2022-2023            | Hoffenheim           | BL                   | 8          | 0          | CG              | 0               | 0               | -                  | -                  | -                  | -           | -           | -           | 8      | 0      |
| Totale Hoffenheim    | Totale Hoffenheim    | Totale Hoffenheim    | 10         | 0          |                 | 0               | 0               |                    | -                  | -                  |             | -           | -           | 10     | 0      |
| 2023-2024            | Austria Vienna       | BL                   | 19         | 4          | CA              | 2               | 1               | -                  | -                  | -                  | -           | -           | -           | 21     | 5      |
| 2024-2025            | Elversberg           | 2L                   | 33+2       | 18+1       | CG              | 2               | 0               | -                  | -                  | -                  | -           | -           | -           | 35+2   | 18+1   |
| Totale carriera      | Totale carriera      | Totale carriera      | 115+2      | 39+1       |                 | 4               | 1               |                    | -                  | -                  |             | -           | -           | 119+2  | 40+1   |

### Cronologia presenze e reti in nazionale
| Cronologia completa delle presenze e delle reti in nazionale ― Kosovo | Cronologia completa delle presenze e delle reti in nazionale ― Kosovo | Cronologia completa delle presenze e delle reti in nazionale ― Kosovo | Cronologia completa delle presenze e delle reti in nazionale ― Kosovo | Cronologia completa delle presenze e delle reti in nazionale ― Kosovo | Cronologia completa delle presenze e delle reti in nazionale ― Kosovo | Cronologia completa delle presenze e delle reti in nazionale ― Kosovo | Cronologia completa delle presenze e delle reti in nazionale ― Kosovo |
| Data                                                                  | Città                                                                 | In casa                                                               | Risultato                                                             | Ospiti                                                                | Competizione                                                          | Reti                                                                  | Note                                                                  |
| --------------------------------------------------------------------- | --------------------------------------------------------------------- | --------------------------------------------------------------------- | --------------------------------------------------------------------- | --------------------------------------------------------------------- | --------------------------------------------------------------------- | --------------------------------------------------------------------- | --------------------------------------------------------------------- |
| 6-9-2024                                                              | Pristina                                                              | Kosovo                                                                | 0 – 3                                                                 | Romania                                                               | UEFA Nations League 2024-2025 - 1º turno                              | -                                                                     | 66’                                                                   |
| 12-10-2024                                                            | Kaunas                                                                | Lituania                                                              | 1 – 2                                                                 | Kosovo                                                                | UEFA Nations League 2024-2025 - 1º turno                              | -                                                                     | 88’                                                                   |
| 15-10-2024                                                            | Pristina                                                              | Kosovo                                                                | 3 – 0                                                                 | Cipro                                                                 | UEFA Nations League 2024-2025 - 1º turno                              | -                                                                     | 77’                                                                   |
| 15-11-2024                                                            | Bucarest                                                              | Romania                                                               | 3 – 0 tav                                                             | Kosovo                                                                | UEFA Nations League 2024-2025 - 1º turno                              | -                                                                     | 82’                                                                   |
| 18-11-2024                                                            | Pristina                                                              | Kosovo                                                                | 1 – 0                                                                 | Lituania                                                              | UEFA Nations League 2024-2025 - 1º turno                              | -                                                                     | 79’                                                                   |
| 6-6-2025                                                              | Pristina                                                              | Kosovo                                                                | 5 – 2                                                                 | Armenia                                                               | Amichevole                                                            | -                                                                     | 69’                                                                   |
| Totale                                                                |                                                                       | Presenze                                                              | 6                                                                     |                                                                       | Reti                                                                  | 0                                                                     |                                                                       |